# Laura Knight (Malerin)

Laura Knight (ca. 1910)

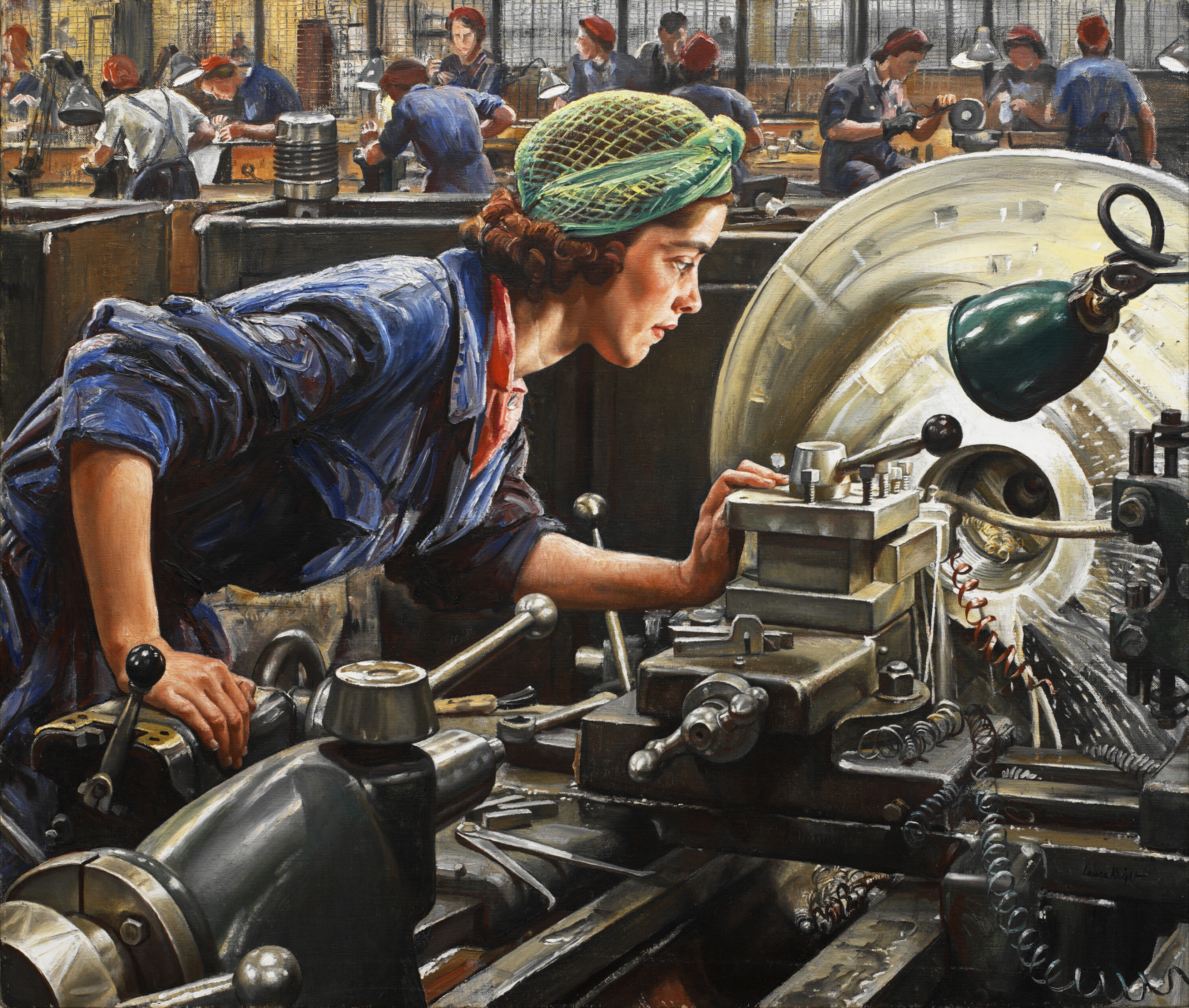
Junge Arbeiterin in einer Bomberfabrik (1943).

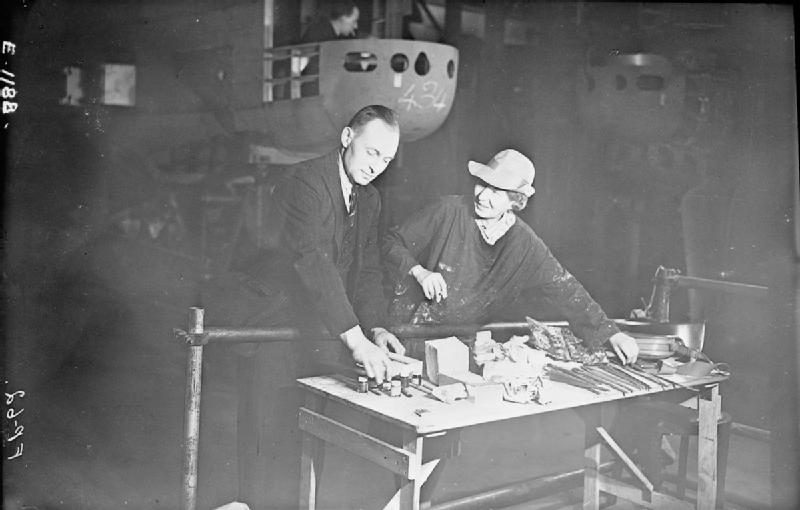
Laura Knight als
Kriegsmalerin in einer Bomberfabrik während des Zweiten Weltkriegs

Dame Laura Knight, DBE (* 4. August 1877 in Long Eaton, England; † 7. Juli 1970 in London) war eine britische impressionistische Malerin. Bekannt wurde Laura Knight durch ihre Porträts von Tänzern, Schauspielern und Zirkusakteuren im frühen 20. Jahrhundert. Sie war offizielle Kriegsmalerin und malte noch zu einer Zeit, als Fotografie und Film längst Standard für die Bildberichterstattung waren, mit Öl und Leinwand – etwa bei den Nürnberger Prozessen gegen Naziverbrecher 1946.

## Leben
Laura Johnson wuchs in einfachen Verhältnissen als Halbwaise auf. Mit 13 Jahren schickte man sie nach Paris, damit sie sich dort auf ein Kunststudium vorbereitete. Mit 23 kam sie zurück und besuchte die Nottingham School of Art. Dort lernte sie den Studenten Harold Knight kennen, der auf Porträts und Landschaftsmalerei spezialisiert war und dessen Arbeiten sie kopierte. Die beiden heirateten 1903, sie hatten zwei Töchter.
1907 zog das Ehepaar in eine Künstlerkolonie in Newlyn (Cornwall), wo sie unter anderem den Okkultisten Aleister Crowley trafen. In Newlyn perfektionierte Laura Knight ihren impressionistischen Malstil. 1913 malte sie eines der Bilder, das für ihren künstlerischen Durchbruch sorgte: das Self Portrait with Nude, wo sie sich beim Aktmalen porträtiert, das Aktmodell im Atelier und auf der Leinwand.
Nach dem Ersten Weltkrieg zogen die Knights nach London. Hier fertigte sie Porträts zahlreicher Bühnenkünstler an, unter anderem der Tänzer des Ballets Russes.
1929 wurde sie geadelt und 1936 als erste Frau seit 1769 in die Royal Academy of Arts aufgenommen. Im Zweiten Weltkrieg wurde sie von Kenneth Clark als offizielle Kriegsmalerin engagiert. Sie malte dabei vorwiegend in England, unter anderem Porträts der Arbeiterinnen einer Bomberfabrik.
1946 gehörte sie zum Presseteam beim Nürnberger Prozess gegen die Hauptkriegsverbrecher und malte unter anderem Szenen aus dem Verhandlungssaal. 
Knight malte bis in den 1960er Jahren und blieb dabei ihrem realistischen Stil treu. Ihr Lebenswerk umfasst über 250 Bilder und zwei Autobiografien. Oil Paint and Grease Paint (1936) und The Magic of a Line (1965).